# Dům národního parku (Bad Schandau)
Dům národního parku (německy Nationalparkhaus), také Centrum národního parku Saské Švýcarsko (Nationalparkzentrum Sächsische Schweiz), původně kino Míru (Filmtheater des Friedens) je novoklasicistní budova z roku 1953 stojící v saském lázeňském městě Bad Schandau. Mezi lety 1954–1991 sloužila budova jako kino, od roku 2001 slouží potřebám národního parku Saské Švýcarsko.

## Historie
Zcela nová budova byla postavena v roce 1953 a v květnu následujícího roku se otevřela veřejnosti jako kino Míru (Filmtheater des Friedens). Jeho kapacita přesahovala 400 diváků a do roku 1980 jej vedl Erich Lein. Na svou dobu bylo vybavené moderní technikou, ale také občerstvením ve foyer a pokladnou s možností předprodeje. Do konce 70. let 20. století promítlo kino přes 8000 filmů a navštívily jej více než 4 miliony diváků. V polovině 80. let 20. století již vyžadovalo kino rozsáhlou rekonstrukci, kvůli které bylo v letech 1987–1989 uzavřeno. Náklady dosáhly částky téměř milion marek. Od 1. července 1991 zůstalo kino uzavřené a v následujících letech došlo k poškození a vykradení jeho interiéru.
Nevyužívaná budova našla nové uplatnění jako Dům národního parku (Nationalparkhaus), který v ní sídlí od roku 2001. Bývalé kino Míru je památkově chráněné pod číslem 09222162.

## Popis
K novoklasicistní budově směřující průčelím do ulice Dresdner Straße vedou ze dvou stran široká schodiště. Z průčelí vystupuje výrazný pískovcový rizalit zakončený trojúhelníkovým štítem. Vstupní hale dominují mramorové sloupy. Dochovaly se původní lustry. Kinosál byl v době svého vzniku moderně vybavený čalouněnými židlemi, širokoúhlým plátnem a čtyřkanálovým ozvučením.